# Giunio Veldumniano
Giunio Veldumniano (latino: Iunius Veldumnianus; fl. 272) è stato un politico romano, console dell'Impero romano del 272.
Va identificato col Iunius Veldumnianus praetor urbanus che dedicò un altare a Hercules Victor nei pressi dell'Ara Maxima sul Palatino o col figlio di questi.
Senatore italico di antica ascendenza etrusca, era probabilmente imparentato con Treboniano Gallo (il cui figlio si chiamava Gaio Vibio Afinio Gallo Veldumniano Volusiano).